# Wrightia calcicola
Wrightia calcicola är en oleanderväxtart som beskrevs av D.J.Middleton. Wrightia calcicola ingår i släktet Wrightia och familjen oleanderväxter. Inga underarter finns listade i Catalogue of Life.